# Förenade arabemiraten i olympiska sommarspelen 1984
Förenade arabemiraten deltog i de olympiska sommarspelen 1984, men ingen av landets deltagare erövrade någon medalj.

## Friidrott
Herrarnas 400 meter
- Rashed Jerbeh
  - Heat — 48,71 (→ gick inte vidare)

Herrarnas längdhopp
- Shahad Mubarak
  - Kval — 6,98m (→ gick inte vidare, 23:e plats)